# 飛文基
飛文基（1961年—)，澳門土生葡人，作家飛歷奇之子，是一名律師、編劇，曾任澳葡政府時代立法會議員，澳門土生協會理事長 、土生土語話劇團團長、澳門土生國際聯誼會諮詢委員會副主席。
2013年2月，路環疊石塘一幅土地得到政府允許，興建一棟最高高度達100米的高樓。他批評特區政府屢次衝破以往澳葡政府沿用的規則，同時認為這會影響山體結構 。

## 劇作
著有《見總統》（1993年）、《華哥去西洋》、《西洋，怪地方》等劇本。

## 軼事
- 在澳廣視2010年3月的一次專訪中，他表示澳門回歸前曾在葡萄牙置業，有想過移民，但最後打消念頭 [6]。
- 於澳門律師公會網站有一名名為飛駿傑（葡萄牙語：Nuno Fernandes） 的律師，實習時的導師為飛文基，二人曾使用同一辦公室地址[來源請求]。
- 飛文基最初想過做則師和醫生，後來在父親的勸導下改讀法律[來源請求]。

## 外部連結
- 澳廣視節目《心情約會》︰專訪飛文基